# Borodinia (protista)
Borodinia es un género de foraminífero bentónico de la familia Acervulinidae, de la superfamilia Acervulinoidea, del suborden Rotaliina y del orden Rotaliida. Su especie tipo es Borodinia septentrionalis. Su rango cronoestratigráfico abarca el Aquitaniense (Mioceno inferior).

## Clasificación
Borodinia incluye a las siguientes especies:
- Borodinia septentrionalis